# Dawson Mercer
Dawson Mercer (Carbonear, Terranova y Labrador, 27 de octubre de 2001) es un jugador profesional canadiense de hockey sobre hielo que se desempeña en la posición de centro en New Jersey Devils, equipo de la National Hockey League (NHL).

## Carrera
Fue seleccionado en la primera ronda en la NHL Entry Draft de 2020. En 2021 hizo su debut profesional con el equipo New Jersey Devils, donde lleva jugando tres temporadas.